# Missa Luba
Missa Luba je mešní ordinárium se standardním textem zpívané v latině, avšak složené v duchu lidových melodií a rytmů etnika Luba (Kiluba) z Konžské demokratické republiky, patřícího k středoafrickému národu Bantuů. Složil ji v roce 1957 belgický františkánský misionář Guido Haazen (1921–2004). Je určena pro předzpěváka, sbor a tři místní tradiční bicí nástroje: djembe, congas a ngoma-trommel.

## Skladba
Skladba obsahuje množství značek ad libitum a prostoru k improvizaci.
Kyrie a Credo jsou založeny na hudbě z Ngandanjiky (provincie Kasai-Oriental), Gloria, Sanctus a Benedictus vycházejí z typického kilubského stylu z provincie Katanga. Hosanna využívá tance z oblasti Kasai a Agnus Dei vychází z jedné písně z Bena Lulua (Kananga).

## Provedení
Guido Haazen vytvořil roku 1954 chlapecko-mužský sbor (45 chlapců a 15 mužů) pojmenovaný Les troubadours du Roi Baudouin podle belgického krále Baudouina I. Roku 1957 s tímto sborem provedl mši, kterou popsal jako „kolektivní improvizaci“. V roce 1958 sbor mši předvedl při sedmiměsíčním turné po Belgii, Nizozemsku a Německu, čímž se stala známou v Evropě. Z jednoho z těchto koncertů byla pořízena nahrávka, kterou vydala společnost Philips.
V roce 1964 byly některé části mše použity v soundtracku Pasoliniho filmu Evangelium podle Matouše, v roce 1968 ve filmu If…, který natočil režisér Lindsay Anderson.
Roku 1990 vznikla nahrávka, v níž vystupuje keňský národní sbor Muungano, v roce 1995 některé části nahrál jihoafrický sbor Drakensberg Boys' Choir, v roce 2004 mši nahrála Choral Arts Society of Washington.